# Borce
Borce (okzitanisch Bòrça) ist eine französische Gemeinde mit 114 Einwohnern (Stand 1. Januar 2022) im Département Pyrénées-Atlantiques in der Region Nouvelle-Aquitaine (vor 2016: Aquitanien). Sie gehört zum Arrondissement Oloron-Sainte-Marie und zum Kanton Oloron-Sainte-Marie-1 (bis 2015: Kanton Accous).

## Geographie
Borce liegt ca. 40 km südlich von Oloron-Sainte-Marie im Aspetal, einer der drei Täler des Hoch–Béarn an der Grenze zur Autonomen Gemeinschaft Navarra im Norden Spaniens.
Die höchste Erhebung im Gebiet der Gemeinde ist der Pic de Gabedaille (2258 m).
Umgeben wird der Ort von den Nachbargemeinden:
|        | Cette-Eygun                                 |              |
| Accous | Kompassrose, die auf Nachbargemeinden zeigt | Etsaut Urdos |
|        |                                             |              |

Borce liegt im Einzugsgebiet des Flusses Adour. Der Gave d’Aspe bildet die gesamte östliche Grenze des Gemeindegebiets.
Mehrere seiner Zuflüsse strömen durch die Gemeinde:
- der Ruisseau d’Espelunguère mit seinem Nebenfluss
  - Ruisseau de Couecq,
- der Ruisseau de Lapachouaou,
- der Gave du Baralet,
- der Gave de Belonce mit seinen Nebenflüssen
  - Ruisseau de Saoubathou,
  - Ruisseau de Lacarroche,
  - Ruisseau de Bardiancou,
  - Ruisseau de Bait des Bous und
  - Ruisseau de Sauquet,
- der Ruisseau de Boussoum und
- der Ruisseau de Nardet.[2]

## Geschichte
Funde von Hügelgräbern aus der Jungsteinzeit und Cromlechs in Borce belegen eine frühe Besiedelung des Landstrichs. Erste Erwähnungen der Gemeinde stammen aus dem 12. Jahrhundert als Borsa (Kopialbuch des Klosters Sauvelade), Borza (1186, Kopialbuch von Barcelona) und Borse (1250, Manuskript der Vicomté des Aspetals d’en haut). In der Volkszählung von 1385 wurden 66 Haushalte gezählt und vermerkt, dass das Dorf in der Bailliage des Vicomtes des Aspetals liegt.
Zwei Türme aus dem 14. Jahrhundert machten aus der Gemeinde ein befestigtes Dorf. In einem dieser Festen Häuser mit einer Mauerstärke von mehr als einem Meter befindet sich heute das Rathaus. Im Mittelalter lag Borce auf dem Jakobsweg nach Santiago de Compostela und es gab seit dem 15. Jahrhundert eine Pilgerherberge, um die Pilger zu empfangen. Die Hugenottenkriege des 16. Jahrhunderts haben ihre Spuren in Borce hinterlassen. Die Borçois blieben bei der katholischen Partei in dem Konflikt und haben 1569 die Gemeinde erfolgreich gegen die protestantischen Truppen von Jeanne d’Albret, Königin von Navarra, verteidigt.
Im Jahre 1674 wurde die Pfarrgemeinde Sanctus Michael de Borse in das Bistum Oloron eingegliedert. Auf der Karte von Cassini 1750 ist die Gemeinde bereits in der heutigen Form eingezeichnet. Es gab ein Thermalbad bei der Quelle von Poutrou, bis es 1828 durch ein Hochwasser zerstört wurde.

### Einwohnerentwicklung
Nach Höchstständen der Einwohnerzahl in der Mitte des 19. Jahrhunderts mit 860 Einwohnern setzte die Landflucht ein und reduzierte die Zahl erheblich, bis zu den 1980er Jahren auf rund ein Sechstel. Nach einem kurzzeitigen Anstieg geht die Zahl tendenziell wieder nach unten.
| Jahr      | 1962 | 1968 | 1975 | 1982 | 1990 | 1999 | 2006 | 2009 | 2022 |
| --------- | ---- | ---- | ---- | ---- | ---- | ---- | ---- | ---- | ---- |
| Einwohner | 249  | 245  | 205  | 132  | 195  | 163  | 172  | 169  | 114  |

## Städtepartnerschaften
Borce unterhält seit 1975 eine Städtepartnerschaft mit Ansó in Spanien.

## Kultur und Sehenswürdigkeiten

### Museen

#### Écomusée de la Vallée d’Aspe
Das Écomusée de la Vallée d’Aspe zeigt in drei Gemeinden des Aspetals mit jeweils einem Thema das Leben von gestern und heute in der Gebirgsregion. Das Museum in Borce ist in einer ehemaligen Kapelle und Pilgerherberge untergebracht, und die Ausstellungen stehen unter dem Thema „Zwischenhalt auf dem Jakobsweg“. In einer nüchternen Stimmung werden die Ursprünge, frühere und heutige Motive sowie die Umstände einer Pilgerreise erzählt. Zur Belebung dient eine moderne Skulptur in Form von 13 Glassäulen.
Die Pilgerherberge wird 1505 erstmals in einem Dokument erwähnt. Es war Antonius dem Großen gewidmet und wurde in damals üblicherweise außerhalb der Stadtmauern zur Aufnahme der Pilger errichtet. Die Form des heutigen Gebäudes scheint allerdings aus dem 17. Jahrhundert zu stammen und das frühere Gebäude zu ersetzen, das möglicherweise 1569 beim Angriff der protestantischen Truppen unter Bernard d’Arros dem Feuer zu Opfer gefallen war. Das Bauwerk bestand neben den Schlafräumen für die Armen und Pilger aus einer Kapelle für die Heilige Messe und den Wohnräumen für das Pflegepersonal. Im Jahre 1721 wurde der baufällig gewordene Bau restauriert. Das Tonnengewölbe wurde dabei durch ein Kreuzrippengewölbe ersetzt. Der Eingang aus weißem Marmor stammt ebenfalls aus dieser Zeit. Die Pilgerherberge erfüllte ihre Bestimmung bis zur Französischen Revolution, seitdem stand sie in der Folge verschiedener militärischer Nutzung zur Verfügung. Soldaten aus Napoléons Armee, die aus Spanien zurückgekehrt waren, brachten Graffiti an den Wänden der ehemaligen Kapelle an, die auch noch heute beim Besuch des Museums zu sehen sind. Ab 1838 wurde das Gebäude als unbewohnbar angesehen, 1864 wurde es als Stall verkauft und der ehemalige kleine Friedhof hinter dem Haus wurde zum Gemüsegarten.

### Bauwerke

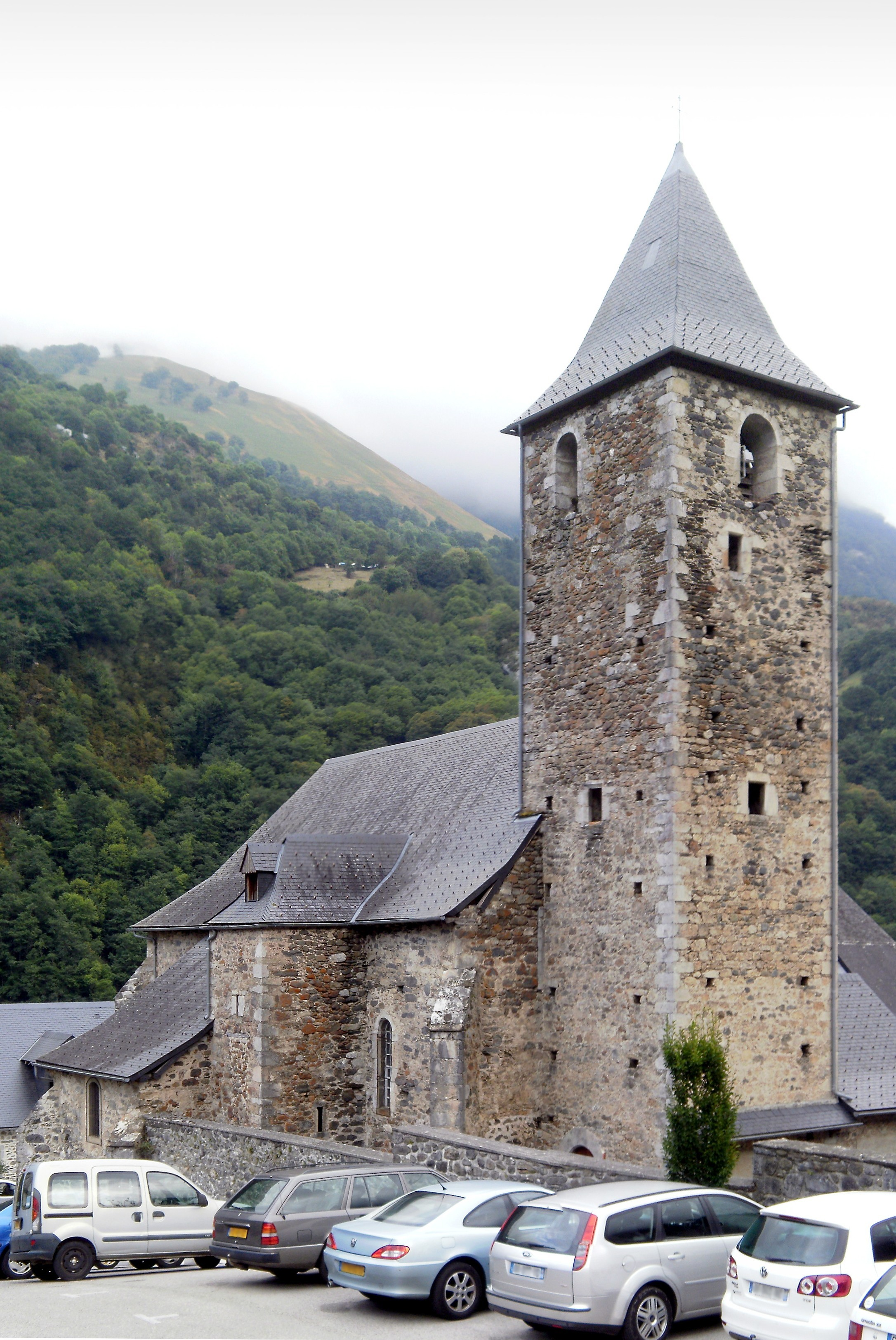
Kirche Saint-Michel

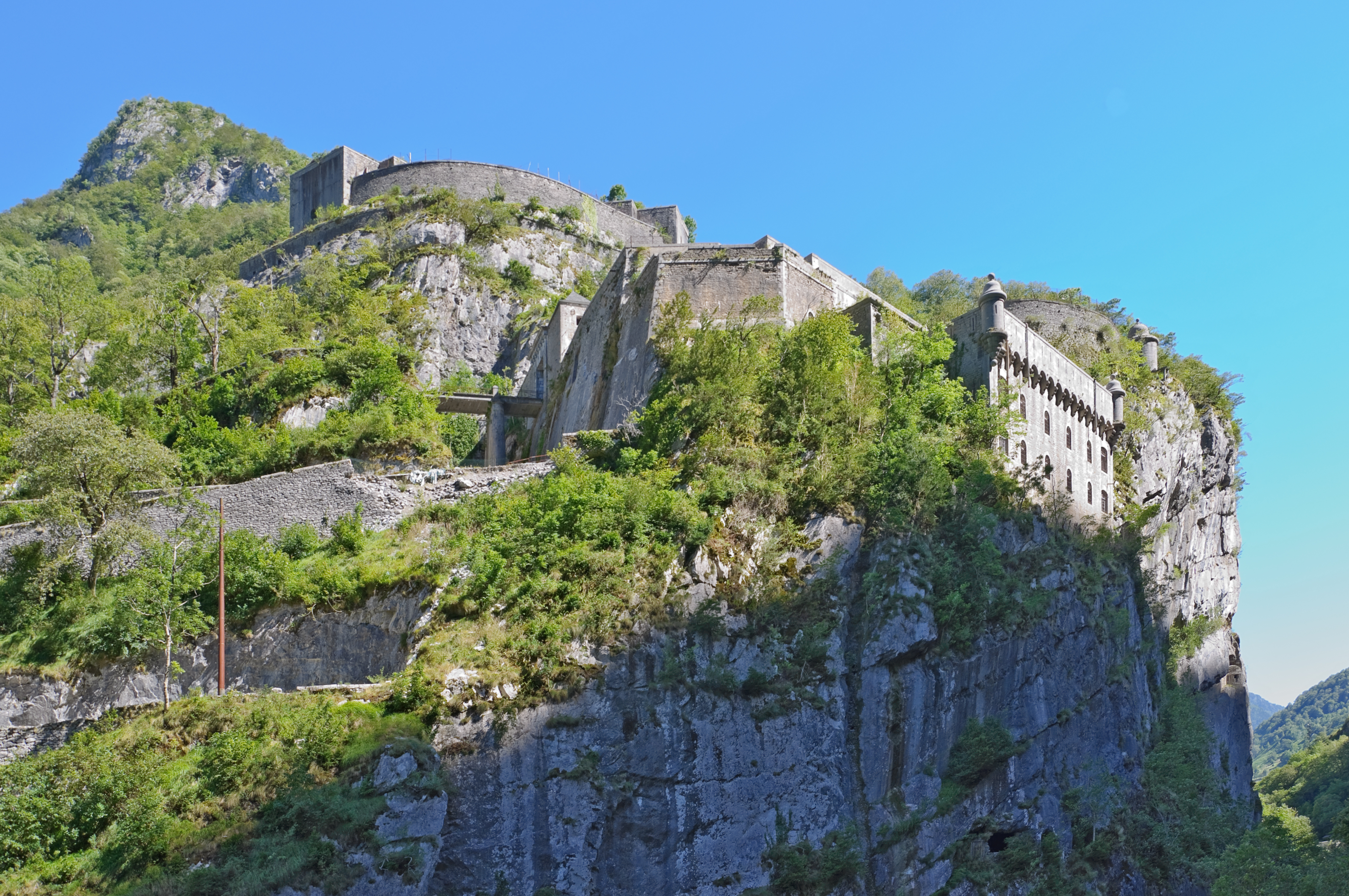
Fort du Portalet

- Kirche, gewidmet dem Erzengel Michael. Im 17. Jahrhundert wurde das mittelalterliche Gebäude umgestaltet. Das Eingangsportal an der Westseite stammt aus dieser Zeit. Während der Französischen Revolution wurde sie 1793 in einen Tempel der Vernunft, ein Jahr später in eine Kaserne umgewandelt, 1802 allerdings bereits wieder der römisch-katholischen Kirche zurückgegeben. Das einschiffige Langhaus ist mit einer flachen Apsis abgeschlossen und besitzt zwei Seitenkapellen. Das Vordach über dem Eingang wurde 1816 errichtet. Das Gotteshaus erfuhr im 19. Jahrhundert mehrere Restaurierungen, darunter die Renovierung der Innenausstattung. In der ersten Hälfte des 20. Jahrhunderts wurden Glasfenster von der in der Region bekannten Glasmalerei Mauméjean eingesetzt, die Malerei ist ein Werk aus dem Jahr 1934 des Malers René Marie Castaing aus Pau.[11] Eine Besonderheit und gleichzeitig das älteste Inventarobjekt der Kirche ist das Weihwasserbecken aus schwarzem Kalkstein aus dem 12. oder 15. Jahrhundert. Seine Verzierung mit einer Pilgermuschel, einem Pilgerstab und einem bärtigen Kopf ist ein direkter Bezug zur Lage der Gemeinde am Jakobsweg.[12]

- Rathaus, ehemaliges Festes Haus. Es ist im 13. Jahrhundert zum Schutz der sich in der Nähe befindlichen Kirche gebaut. Im 19. und 20. Jahrhundert restauriert, ist es heutzutage das Rathaus der Gemeinde. Es ist mit einem Zeltdach aus Schiefer bedeckt und dreigeschossig mit einer umlaufenden Galerie und Balustrade aus Holz an der Nord- und Ostseite. Dort ist auch der Zugang über eine spitzbogenförmige Tür. Schießscharten an der Nord- und Südseite führen die Verteidigungsaufgabe des Gebäudes im Laufe der Jahrhunderte vor Augen.[13]

- Fort du Portalet. Die Anfänge des früheren Forts reichen bis in das 16. Jahrhundert als Zollstation auf einer Höhe von (765 m) an einer steilen Felswand hoch über dem Gave d’Aspe zurück. Alfred de Vigny, ein französischer Schriftsteller, schrieb dort 1823 mehrere Gedichte. Das heutige Fort ist auf Anweisung des Königs Louis-Philippe I. zwischen 1840 und 1860 zum Schutz der Landstraße zum Somport und als Verteidigung einer eventuellen spanischen Invasion an gleicher Stelle errichtet worden. Auf einem Höhenunterschied von 150 m wurden auf zwei Etagen eine Kaserne für Soldaten und ein Pavillon für Offiziere eingerichtet. Bis 1925 war die Anlage von einem Regiment der Infanterie besetzt. Anschließend bezog eine colonie de vacances, eine Ferieneinrichtung für Kinder und Jugendliche, das Fort. Im Zweiten Weltkrieg übernahm eine deutsche Garnison im Rahmen der Besetzung der unbesetzt gebliebenen Zone Frankreichs das Gelände und übernahm gleichzeitig dort inhaftierte prominente französische Politiker, wie z. B. Léon Blum, Paul Reynaud, Georges Mandel, Édouard Daladier oder Maurice Gamelin. Sie waren vom Vichy-Regime im Prozess von Riom verurteilt worden und wurden dann an die Deutschen ausgeliefert. 1945 wurde nach der Befreiung Frankreichs der Initiator des Prozesses von Riom, Philippe Pétain selbst, zu lebenslanger Haft verurteilt und ebenfalls kurzzeitig in diesem Fort untergebracht. Die Communauté de communes de la Vallée d’Aspe ist heute Besitzerin der Anlage, die an bestimmten Tagen im Jahr zur Besichtigung geöffnet wird.[14][15]

- Cromlechs. Auf dem Gemeindegebiet wurden nicht weniger als elf Cromlechs auf Höhen zwischen (1770 m) und (1970 m) entdeckt. Einige Steinkreise messen sieben Meter im Durchmesser, bei einem befinden sich Reste einer Grabkammer im Zentrum.[16]

- Hügelgräber. 19 Tumuli auf Höhen zwischen (1189 m) und (2020 m) sind Zeugen einer frühen Besiedelung zwischen 2.500 v. Chr. und 500 n. Chr. Als Besonderheit ist das Hügelgrab westlich des Anglussees sehr flach und eines der beiden Gräber am Pic de Gabedaille besitzt eine Grabkammer auf dem Gipfel des Hügels.[17]

### Grünflächen

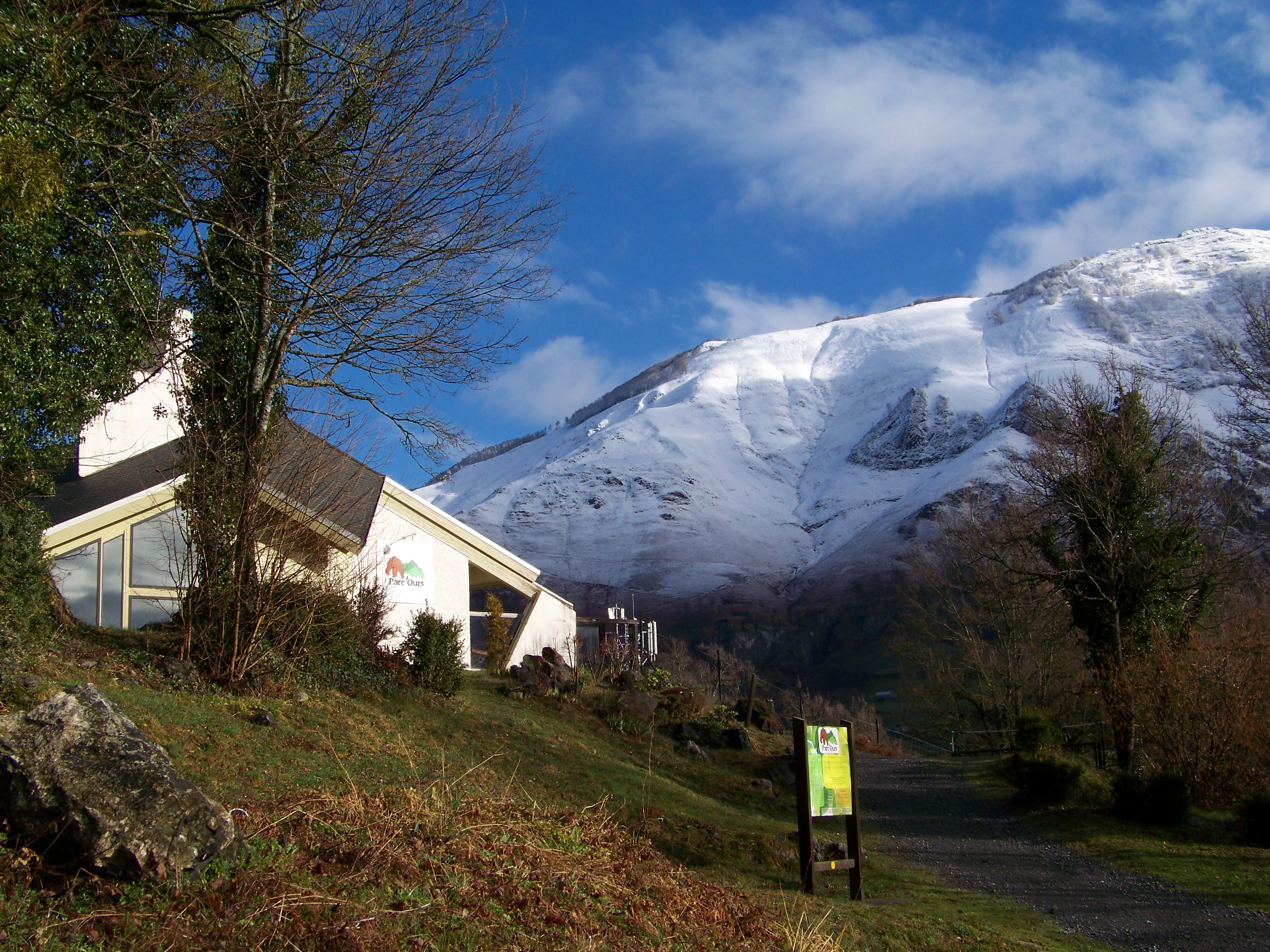
Parc’Ours in Borce

#### Parc’Ours
Es fing damit an, dass ein pyrenäisches Braunbärenjunges, genannt „Jojo“, im Jahre 1971 zugelaufen war und in einem Gehege in Borce verbracht wurde. Nachdem es 1991 verstorben war, kamen erneut zwei Bären und die Gemeinde entschloss sich für die Einrichtung eines Tierparks, der neben den Bären auch andere Tierarten der Pyrenäen hielt. Ein Betrieb unter der Leitung von Firmen erwies sich als keine dauerhafte Lösung und so wurde der Verein „Parc’Ours“ gegründet, der seit 2010 aus dem Tierpark gleichsam ein Tierasyl gewandelt hat. Auf sieben Hektar der ganzjährig geöffneten Anlage werden Haustiere (z. B. Esel, Pferde, Ziegen, Kaninchen, Meerschweinchen, Schafe) oder wild lebende lokale Tierarten (Braunbären, Mufflons, Gämse, Damhirsche, Rehe, Wildschweine, Murmeltiere) in zum Teil begehbaren Gehegen gehalten.

## Wirtschaft und Infrastruktur

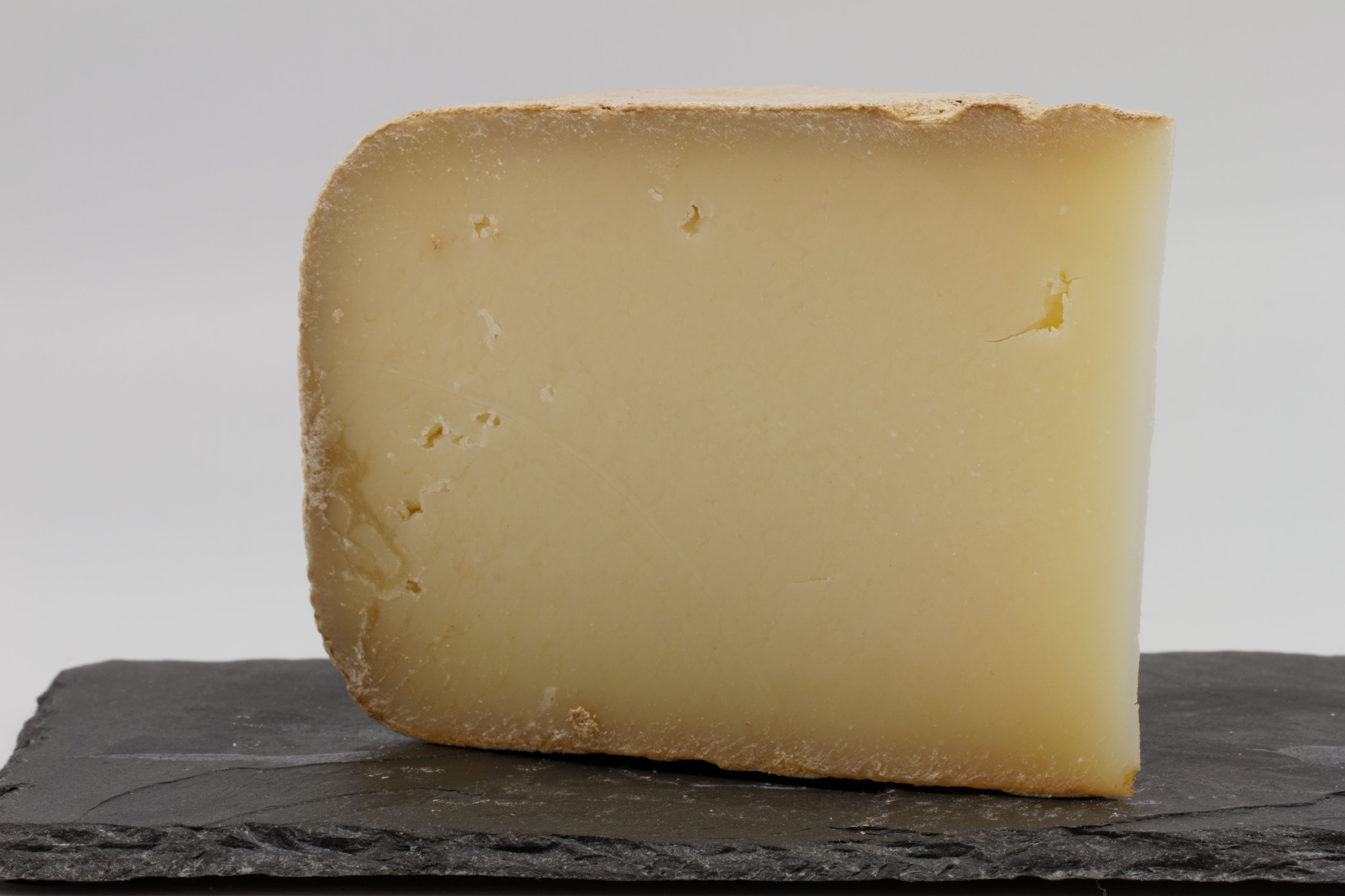
Ossau-Iraty

Die Gemeinde lebt heute vom Tourismus, den vier Wasserkraftwerken und der Weidewirtschaft. Borce liegt in der Zone AOC des Ossau-Iraty, ein traditionell hergestellter Schnittkäse aus Schafmilch.

### Sport
Die ausgedehnte Gebirgslandschaft ist mit Wanderwegen durchzogen. Borce ist Etappenort des Fernwanderwegs GR 653 von Toulouse nach Jaca, der einem Abschnitt der Via Tolosana entspricht, der südlichsten der vier Jakobswege.

### Verkehr
Borce wird durchquert von den Routes départementales 439, 739 und 740 sowie der Route nationale 134.

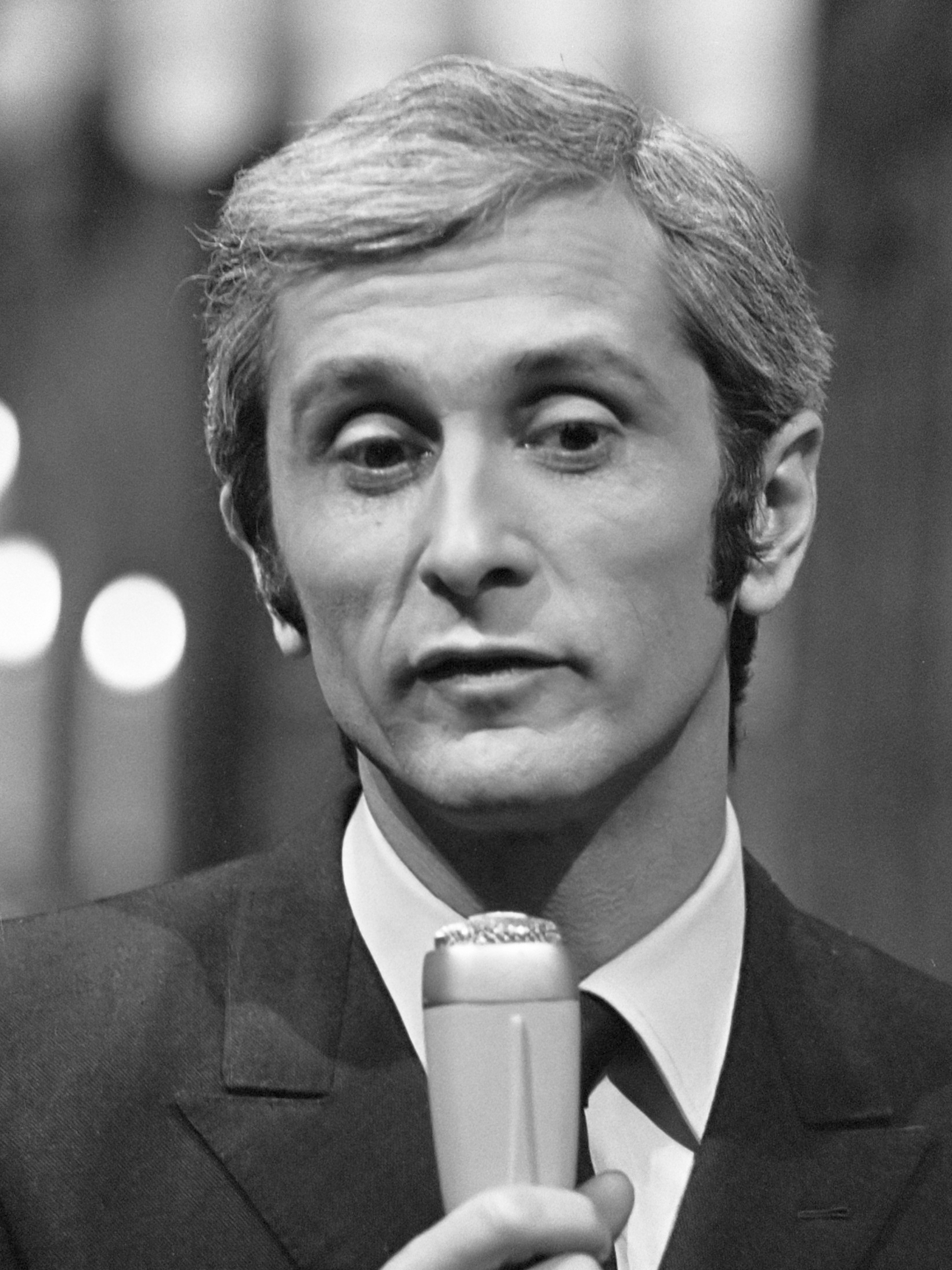
Marcel Amont (1969)

## Persönlichkeiten
- Marcel Amont (geboren am 1. April 1929 in Bordeaux als Marcel Jean-Pierre Balthazar Miramon; gestorben am 8. März 2023 in Saint-Cloud) war ein Sänger und Schauspieler. Er hat elterliche Wurzeln in Borce und besucht die Gemeinde häufig, manchmal mit Auftritten in seiner Scheune. Am 3. Oktober 1998 heiratete er seine Frau Marlène in der Kirche von Borce, 30 Jahre nach ihrer standesamtlichen Trauung in Paris.[22]